# 南通镇
南通镇，昔称南港，是中国福建省福州市闽侯县下辖的一个镇。

## 行政区划
南通镇下辖以下地区：
南通社区、桥街社区、银安村、洲头村、上洲村、泽苗村、廷宅村、泽洋村、陈厝村、罗州村、瓜山村、建南村、古城村、文山村、马腾村、新岐村和方庄村。